# Костанай (станция)
Костанай (каз. Қостанай станциясы) — железнодорожная станция Казахстанских железных дорог, расположенная в городе Костанае.

## История
В 1913 году было выстроено первое станционное здание вокзала.
К 1952 году, время в пути пассажирского поезда сообщением Кустанай — Алма-Ата или Кустанай — Москва, из-за ветхости железнодорожного пути, составляло 6—7 суток.
В 1974 году, было построено новое современное здание вокзала.
29 ноября 2017 года постановлением Правительства Республики Казахстан, станция Кустанай была переименована в станцию Костанай.

## Здание 1974 года
Здание представляет трёхэтажное железобетонное сооружение. Вход перекрыт мощным железобетонным козырьком с консольным вылетом в 15 м. Первый этаж имеет полное остекление, второй и третий этажи объединены. Средняя высота помещений — 3,8 м. Общая площадь — 5375,7 м².
В списке памятников истории и культуры местного значения Костанайской области за номером 1110 числится здание железнодорожного вокзала.
Здание вокзала является частью ансамбля привокзальной площади. Авторы проекта архитекторы В. Батырев, А.Сухорукова и инженер Ж. Самсонова. Коллектив архитекторов, инженеров и строителей был удостоен премии Совета Министров СССР в 1978 году.
В начале XXI века вокзал был реконструирован, сохранив свой облик.

## Галерея
| - Паровоз на станции Костанай, установленный в 1972 году. |